# Teo Macero
Teo Macero (nascido Attilio Joseph Macero, Glens Falls, Nova Iorque, 30 de outubro de 1925 – Riverhead, 19 de fevereiro de 2008) foi um  saxofonista, compositor de jazz e produtor musical estadunidense. Ele foi um  produtor da Columbia Records durante vinte anos, e notabilizou-se ao produzir o álbum de Miles Davis, Kind of Blue, que atingiu a posição #12, tornando-se o álbum de jazz melhor listado nos 500 maiores álbuns de todos os tempos da Rolling Stone, e de acordo com a RIAA, o mais vendido álbum de jazz de todos os tempos. Macero também produziu Bitches Brew, de Miles Davis e Time Out de Dave Brubeck, que, juntamente com Kind of Blue, são três dos mais conhecidos e mais influentes álbuns de jazz de todos os tempos.

## Biografia

### Primeiros trabalhos
Teo Macero nasceu e foi criado em Glens Falls, Nova Iorque. Depois de servir na Marinha dos Estados Unidos, mudou-se para Nova Iorque em 1948 para estudar na Juilliard School. Ele estudou composição, e graduou-se na Juilliard em 1953 como bacharel e mestre.
Em 1953, Macero co-fundou a Charles Mingus, uma oficina para compositores de jazz, e se tornou um grande contribuidor para a cena vanguardista do jazz da cidade de Nova Iorque. Como compositor, Macero escreveu num estilo atonal, como também em terceira corrente, uma síntese de jazz e música clássica. Ele se apresentava ao vivo, e gravou alguns álbuns com Mingus e outros membros de sua oficina nos três anos seguintes, incluindo Jazzical Moods (1954) e Jazz Composers Workshop (1955).
Durante essa época, Macero também gravou Explorations (DLP-6). Enquanto ele contribuia com composições para outros álbuns, esse foi o primeiro álbum completo de suas composições próprias, e o primeiro álbum de Macero como um líder de banda. Macero toca saxofone tenor e saxofone alto no álbum, e é acompanhado por Orlando DiGirolamo no acordeão, ambos, Mingus e Lou Labella nas bases, e Ed Shaughnessy nos tambores. Explorations foi originalmente lançado em 1954 pela Debut Records, e foi relançado no formato CD em 2006 pela Fresh Sounds Records, com faixas adicionais.
O curta filme experimental Bridges-Go-Round (1958) da cineasta Shirley Clarke apresentou duas trilhas sonoras alternativas, uma de Louis e Bebe Barron e outra de Macero.

### Compositor e arranjador
Os primeiros projetos de Macero para a Columbia incluíam um lado de What's New?, um álbum de música original no gênero terceira corrente que teve a participação de Robert Prince bem como arranjos para o primeiro álbum de Johnny Mathis.
Macero continuou a compor e arranjar para uma variedade de artistas durante o seu período como um produtor na Columbia, contribuindo em faixas para (e ainda produzindo) vários álbuns incluindo Monk's Blues de Thelonious Monk, e Something New, Something Blue, uma coleção de composições de blues e arranjos feitos por Macero, Teddy Charles, Manny Albam, e Bill Russo. Ele participou (e produziu) de uma faixa do álbum de John Lewis e Gunther Schuller's Orchestra U.S.A., Sonorities, um álbum de composições em terceira corrente, e também arranjou canções para o pioneiro do gênero easy listening, Andre Kostelanetz.
Macero compôs, regeu e produziu numerosas trilhas para televisão e cinema. Em 1970, ele orquestrou o documentário de Muhammad Ali, a.k.a. Cassius Clay, e mais recentemente, produziu a trilha sonora para True Romance, Finding Forrester, e Martin Scorsese The Blues.
Macero também compõe, rege, e se apresenta com Leonard Bernstein e a Orquestra Filarmônica de Nova Iorque, a Orquestra Filarmônica de Londres, a Salt Lake Symphony, a Kansas City Symphony, e Juilliard School; e tem participado na composição de balés para a companhia de dança Joffrey Ballet, Anna Sokolow Ballet Company, a Companhia de Ballet de Londres, a Companhia de Ballet Juilliard, e a American Ballet Theatre.

### Produtor na Columbia Records
Macero encontrou fama como produtor para a Columbia Records. Ele se juntou à Columbia em 1957, e produziu centenas de gravações enquanto trabalhou para o selo. Macero trabalhou com inúmeros artistas na Columbia incluindo Mingus, Duke Ellington, Ella Fitzgerald, Thelonious Monk, Johnny Mathis, Count Basie, Dave Brubeck, Tony Bennett, Charlie Byrd, e Stan Getz. Ele foi também responsável pela contratação de Mingus, Monk, e Byrd para a Columbia. Além disso, Macero produziu mais de 100 álbuns de música de orquestra clássica para a Columbia, incluindo menos convencional, obras contemporâneas como And God Created Great Whales de Alan Hovhaness, que o exigiu cobrir gravações de canções de baleias corcundas sobre faixas orquestradas.
Macero produziu o álbum seminal de Dave Brubeck Quartet, Time Out, e a primeira gravação de Thelonious Monks para a Columbia, Monk's Dream, como também Underground. Também produziu o primeiro álbum de Mingus para a Columbia, Mingus Ah Um. Além de jazz, ele produziu inúmeros musicais da Broadway com gravações do elenco principal que incluem A Chorus Line e Bye Bye Birdie. Macero produziu a trilha sonora para The Graduate, de Simon & Garfunkel.
Enquanto Macero produzia muitos álbuns de artistas, ele tinha uma relação especial e longa com Miles Davis. Ele produziu a maioria dos catálogos de Davis para a Columbia, incluindo os clássicos Kind of Blue, Porgy and Bess, Sketches of Spain, e Someday My Prince Will Come. O papel de Macero como produtor de Kind of Blue foi às vezes disputado, quando uma das primeiras sessões de Kind of Blue foi dirigida por Irving Townsend. Mas numerosas fontes, incluindo as notas originais, sustentam a participação de Macero nas sessões, e na preparação do álbum final, e o credita como o produtor. A função de produtor era expandir as mais recentes incursões de Davis em fusões elétricas, como In a Silent Way, Bitches Brew, e A Tribute to Jack Johnson, que foram realçadas pela inovação da mixagem de Macero e técnicas de engenharia acústica. Em 2001, Paul Tingen, o biógrafo de Miles Davis, comparou o trabalho de Macero na música eletrônica de Davis àquele de George Martin com os Beatles.
No lançamento de Davis de 1970, Bitches Brew, Macero continuou a expandir suas práticas inovadoras, e "Bitches Brew não apenas tornou-se um clássico polêmico da inovação musical, também tornou-se conhecido pela sua utilização pioneira do uso da tecnologia de estúdio. Algumas das controvérsias na época também surgiram a partir do uso da palavra bitches (em português, cadelas, termo ofensivo em relação às mulheres) no título. Macero lembra que quando Davis lhe disse que ele queria chamar assim Bitches Brew, "Eu pensei que ele estava brincando." O álbum tornou-se o álbum de jazz mais vendido de seu tempo, vendendo 500.000 cópias em 1976, quando álbuns de jazz mais bem sucedidos vendiam menos de 30.000 cópias.
As técnicas inovadoras de Macero eram inspiradas parcialmente em sua associação com o compositor de vanguarda Edgard Varèse, e eles continuaram a influenciar a forma como os músicos, produtores, e aqueles que trabalham com remixes em estúdio até os dias de hoje. Brian Eno, um produtor que já trabalhou extensivamente com U2 e Talking Heads, entre outros, falou sobre a influência de Macero em seu trabalho em uma entrevista de 1996 para a JazzTimes magazine. Eno descreve ser "fascinado" pelas técnicas de edição de Macero e a qualidade "espacial" que ele adiciona à música. "Ele fez algo que era extremamente moderno."
Em 1975, Macero deixou a Columbia e formou sua própria empresa de produção. Contudo, ele continuou a trabalhar com Davis até 1983, e continuou a produzir gravações para a Columbia ao longo de sua carreira.

### Outros trabalhos
Depois de seu contrato na Columbia, Macero continuou como músico e produtor em outros projetos, trabalhando com Brubeck, Tony Bennett, Herbie Hancock, Michel Legrand, Wallace Roney, Shirley MacLaine, Vernon Reid, Robert Palmer, e DJ Logic. Com Robert Palmer, ele produziu o hit single "Addicted to Love".
Nas décadas de 1970 e 1980, Macero lançou um punhado de seus álbuns próprios, incluindo Time Plus Seven, Impressions of Charles Mingus, e Acoustical Suspension, antes de fundar seu selo próprio, Teorecords, em 1999. Posteriormente, ele lançou mais de uma dezena de álbuns de suas composições originais, e continuou a produzir lançamentos de Miles Davis e outros artistas por várias gravadoras. Contudo, Macero era franco em sua oposição à prática de adição alternando tomadas que não apareciam nos álbuns originais, ou, de outro modo, alterando a música original, nos fundamentos que corrompem as intenções dos músicos e do produtor no momento em que a gravação foi feita. "Eles repetem todos os mesmos erros," disse Macero. "Não destruam a gravação original."
No final da década de 1980, Macero experimentou a música country, produzindo um álbum para uma banda de Nova Iorque chamada Sixgun, cujos membros incluíam Joe Spena, Phil Gelfer, Kenny Davis (Leichtling), Ed Jennings, e Pete DeSalvo. Ele fez essa conexão através de seu amigo Phil Levitan, empresário do grupo e pai do conhecido produtor de Nashville e agente, Ken Levitan.
Teo Macero morreu em 19 de fevereiro de 2008 aos 82 anos.

## Prêmios
- BMI Student Composer Award em 1953.
- Dois Guggenheim Fellowships por composição em 1957 e 1958.
- National Endowment for the Arts concedido em 1974.
- Mais de 20 certificações da Recording Industry Association of America (RIAA) Ouro, Platina, e Multi-platina.

## Discografia

### Como líder
- What's New? New Jazz from Teo Macero and Bob Prince (Columbia CL 842, 1956)
- Teo Macero with the Prestige Jazz Quartet (Prestige, 1957)
- Something New, Something Blue (Columbia CL 1388, 1959)
- Impressions of Charles Mingus (Palo Alto, 1983)
- Acoustical Suspension (Doctor Jazz, 1984)

### Comosideman
Com Charles Mingus
- The Jazz Experiments of Charlie Mingus (Bethlehem, 1954)
- Jazz Composers Workshop (Savoy, 1954–55)